# Laurier LaPierre
Laurier L. LaPierre,  OC (21 tháng 11 năm 1929 – 16 tháng 12 năm 2012) là thượng nghị sĩ, giáo sư, phát thanh viên, nhà báo và tác giả người Canada. Ông là thành viên Đảng Tự do Canada.
Thông thạo song ngữ, LaPierre được biết đến nhiều nhất khi là người đồng chủ trì với Patrick Watson của chương trình các vấn đề công cộng có ảnh hưởng This Hour Has Seven Days của kênh CBC trong thập niên 1960. Sau khi chương trình bị hủy bỏ công khai, LaPierre chuyển sang làm chính trị với tư cách là "ứng cử viên ngôi sao" cho Đảng Dân chủ mới trong bầu cử liên bang năm 1968. Đảng này hy vọng rằng ông sẽ giúp đạt được một bước đột phá bầu cử ở Quebec, nhưng ông đã đứng thứ hai trong cuộc đua của Lachine với 19,5% phiếu bầu.
Ông trở lại giảng dạy, phát sóng và viết cho đến khi được bổ nhiệm vào Thượng viện vào tháng 6 năm 2001. Là một thành viên đảng Tự do, LaPierre là một người ủng hộ thẳng thắn của Jean Chrétien chống lại những người ủng hộ đối thủ Paul Martin.

## Qua đời
Được bổ nhiệm làm Cán bộ của Huân chương Canada năm 1994, ông được trích dẫn là một trong những "nhà bình luận chính trị có giá trị nhất của Canada và là nhà vô địch tôn trọng công bằng xã hội." Ông mất ngày 16 tháng 12 năm 2012, hưởng thọ 83 tuổi. Tro cốt của LaPierre nằm rải rác ngoài khơi British Columbia, theo ý muốn của ông. Sau này Harvey Slack đã tài trợ cho việc xây dựng một đài tưởng niệm lớn mang tên LaPierre trong Nghĩa trang MacLaren nhỏ gần Wakefield, Quebec, gần mộ của chú của vợ cũ Hume Wrong và của Lester B. Pearson. Kho lưu trữ của Đại học McGill giữ một bộ sưu tập lớn các tài liệu của ông, bao gồm các tài liệu liên quan đến bốn khía cạnh của sự nghiệp: học thuật, báo chí, chính trị và doanh nhân.